# Зефир (ветер)
Зефи́р (др.-греч. Ζέφυρος, «западный», микен. ze-pu2-ro) — тёплый и влажный западный ветер, дующий с побережья Атлантического океана. Имеет довольно высокую скорость, порой достигающую силы бури. В Южной Европе сопровождается пасмурной погодой. Господствует в Средиземном море, начиная с весны, и наибольшей интенсивности достигает ко дню летнего солнцестояния.
Зефир — устоявшееся в русской традиции греческое наименование западного ветра. В Европе он известен как поне́нте, с языковыми вариациями понент, поньенте, поненд, понендос и т. д., у римлян назывался Фавоний.
Иногда считается, что происхождение древнегреческого названия «зефир» идёт от др.-греч. ζοφερος — тёмный, мрачный, закатный.
В восточной части континентальной Европы и Средиземного моря он часто приносил с собой дожди и даже бури, тогда как при дальнейшем движении к востоку характер зефира смягчался, так, что он почти всегда был лёгким, приятным ветром. Отсюда исходит разница в представлениях о Зефире греков, считавших его одним из самых сильных и стремительных ветров, и римлян, соединявших с ним и ныне вызываемое им представление — о ласкающем, лёгком ветре (лат. favonius — «мягкий», «приятный»).
Мифологический Зефир — сын Астрея и Эос. Упомянут в «Илиаде» (II 147 и др.).